# Cotomori (Ort)
Cotomori ist eine osttimoresische Siedlung im Suco Liurai (Verwaltungsamt Remexio, Gemeinde Aileu).

## Geographie und Einrichtungen
Der Weiler (Bairo) Cotomori liegt an der Nordspitze der Aldeia Cotomori in einer Meereshöhe von 617 m. Eine kleine Straße führt von hier aus in Richtung Norden zum Weiler Laraluha. Nach Südwesten geht die Straße nach Titilala-Cotomori. Westlich liegt Ailumar-Manutane und östlich Haukeo. Nordwestlich fließt der Bach Caluc Meti, der nach Süden in den Cihohani fließt.
In Cotomori befindet sich der Sitz des Sucos Liurai. Außerhalb des Ortes stehen nordwestlich in der Nachbar-Aldeia Manutane die Grundschule und die Kapelle São Francisco.